# Гарлем (Нідерланди)
Гарлем (нід. Haarlem, МФА: [ˈɦaːrlɛm]) — місто на заході Нідерландів, столиця провінції Північна Голландія. Розташоване на 20 км західніше від Амстердама на березі річки Спарне. Станом на липень 2018 року населення становило 160 263 осіб.
Місто — центр історичного регіону вирощування тюльпанів, що знайшло відображення у його поетичній назві — «місто квітів» (нід. Bloemenstad).

## Історичні дані

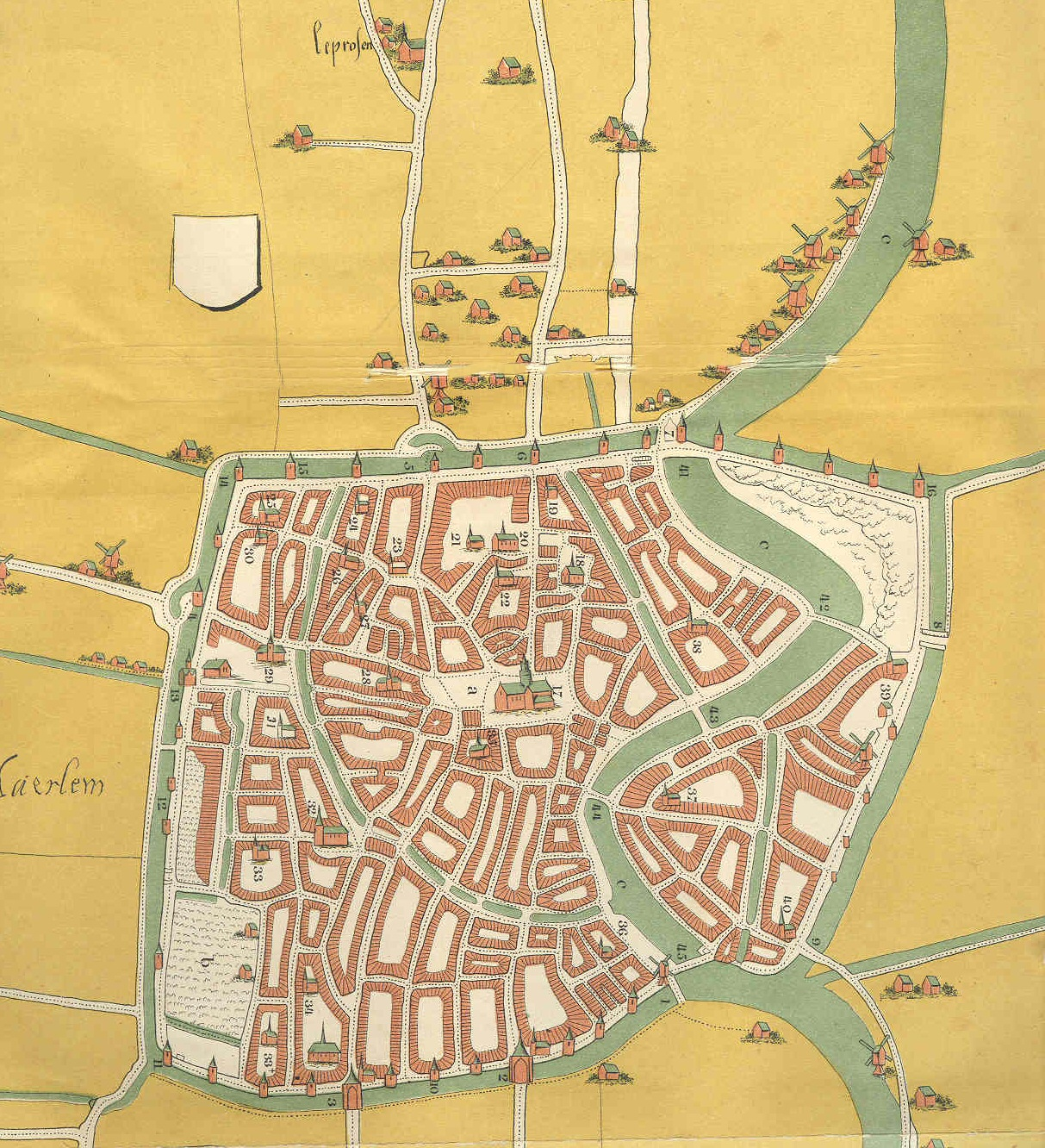
Мапа Гарлема на 1550 рік.

Перші згадки про поселення стосуються X століття. Проте вже в XII столітті Гарлем перетворюється на укріплене місто.
Днем народження Гарлема вважається 23 листопада. Того дня в 1245 р. граф Вільгельм II надав Гарлему права міста, офіційний міський статус. У листопаді 2022 р. місто урочисто відзначило численними публічними заходами своє 777-річчя.
У XIV ст. місто тричі було майже повністю зруйноване великими пожежами: в 1328, 1347 та 1351 роках. Попри це, в третій чверті XIV ст. Гарлем був, за кількістю населення, другим містом у Голландії (на західному узбережжі Нідерландів). Епідемія чуми в 1381 р. вбила близько половини жителів Гарлема, як і жителів багатьох інших міст Західної Європи. Проте виробництво текстилю, кораблів і пива, разом із низкою інших ремесел і вигідним торговим посередництвом привели Гарлем до процвітання в XV–XVI століттях.
Багато оздоблений, розкішний готичний кафедральний собор Св. Бавона в середмісті Гарлема був збудований, переважно, в 1397–1496 роках. 
Під час Нідерландської Революції, в епоху боротьби більшості жителів цього регіону проти католиків, насамперед іспанців, Гарлем було взято в літу 1573 р. в результат семимісячної облоги іспанськими військами: місто капітулювало через голод, спричинений блокадою. Переможці влаштували в захопленому місті жорстоку розправу над захисниками, чимало місцевих вояків було вбито після капітуляції.
Проте в 1577 р. Гарлем було відвойовано Вільгельмом Оранським, провідником протестантів, до міста стали масово прибувати протестантські біженці з високорозвинених південних нідерландських провінцій, охоплених католицьким терором, і Гарлем став швидко розвиватися, багатіти, за допомогою цих кваліфікованих людей. Між 1573 і 1622 роками населення Гарлема зросло з 18 тис. до 40 тис. жителів. У 1636–1637 місто стало епіцентром знаменитої «тюльпанової лихоманки», інвестиційного буму, під час якого за одну цибулину тюльпану платили по кілька сотень, а можливо й тисяч флоринів — великих срібних монет.
Сильним поштовхом для подальшого розвитку Гарлема стало відкриття каналу між цим містом та Лейденом у 1656 році. Проте у XVIII ст. Гарлем як центр торгівлі поступився Амстердаму, а в XIX ст. занепало знамените місцеве текстильне виробництво, не витримуючи міжнародної конкуренції. З усім тим, поява залізниці в Гарлемі, яка сталася вже в 1839 р., допомогла подальшому розвиткові: між 1879 та 1909 роками населення міста зросло з 37 тис. до 69 тис. жителів, в 1899 р. тут почав працювати перший у Нідерландах електричний трамвай. 
1927 року до Гарлема приєднали село Схотен.

## Монументи в місті

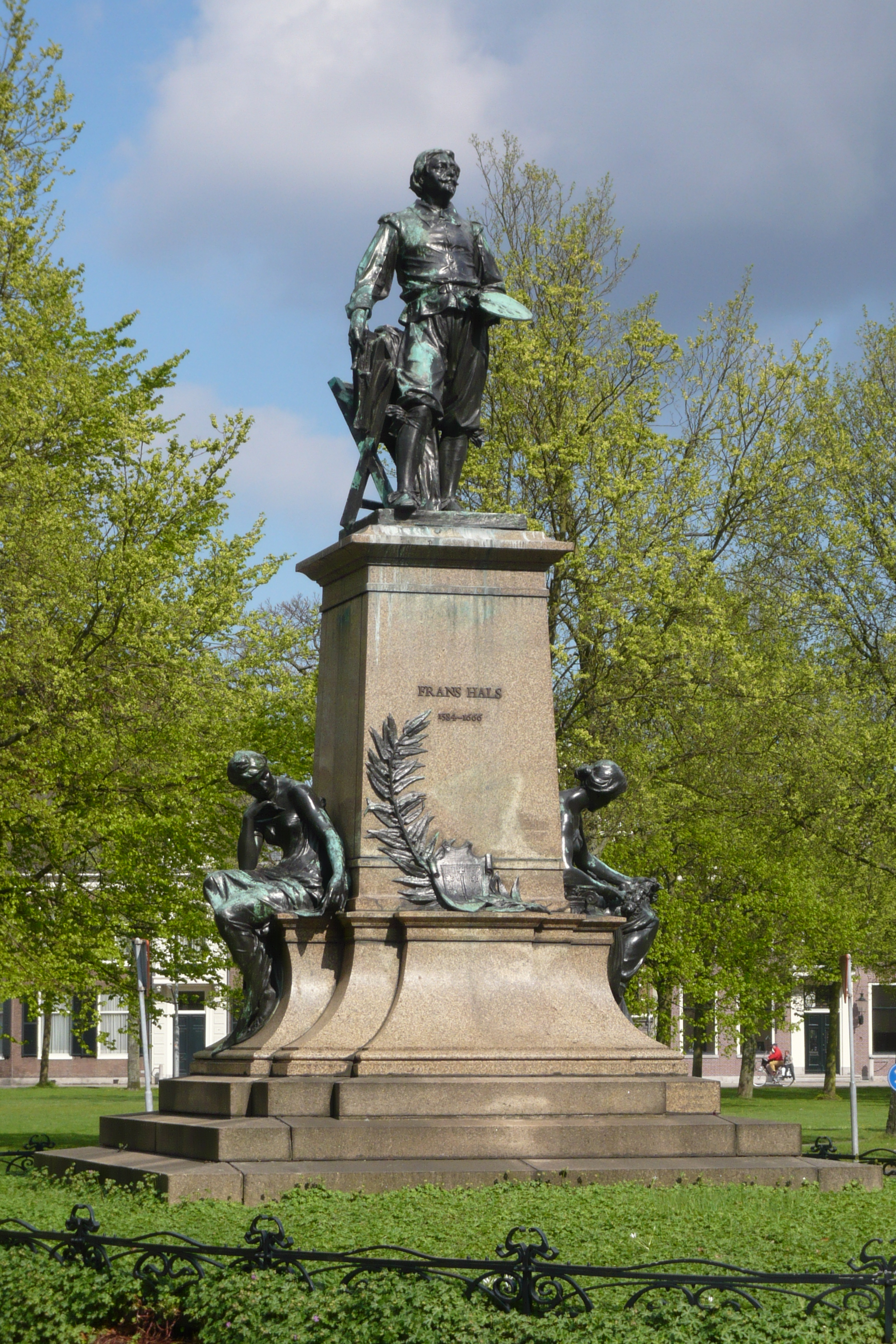
Монумент на честь художника Франса Галса, 1900 рік.

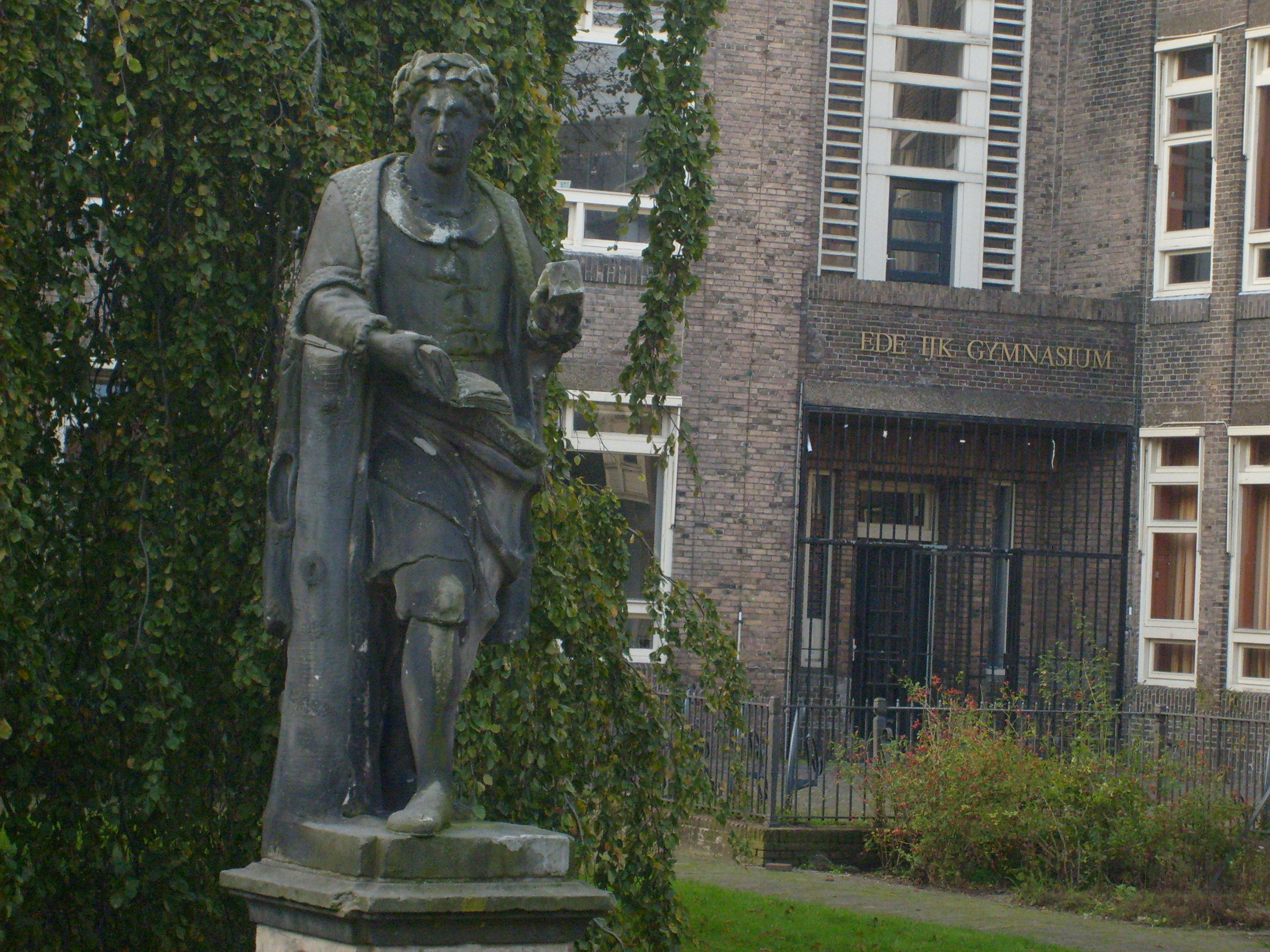
Монумент на часть нідерландського першодрукаря Лауренса Костера, найстаріша скульптура в Нідерландах
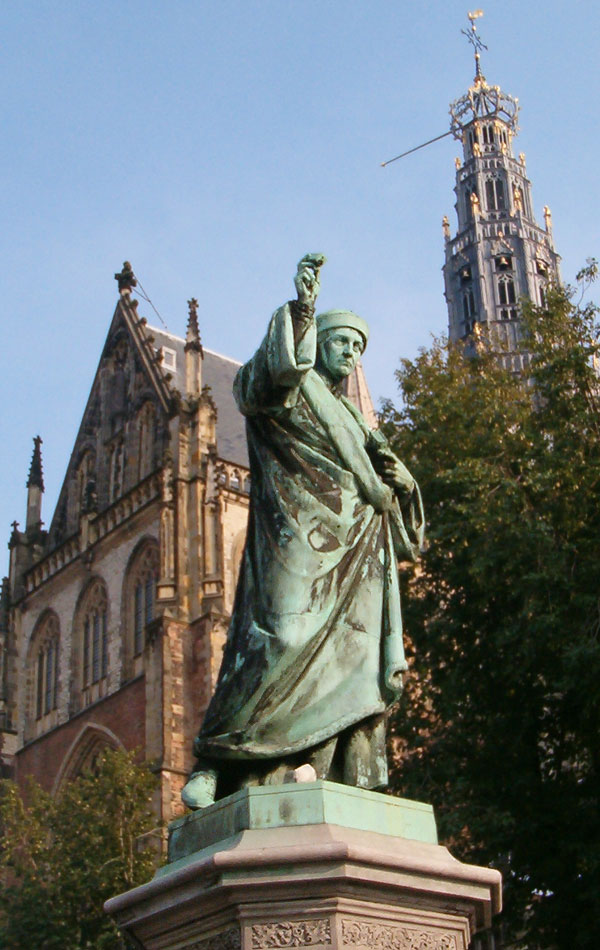
Монумент першодрукарю Лауренсу Костеру на Гроте-Маркт. У піднятій руці — літера «А»
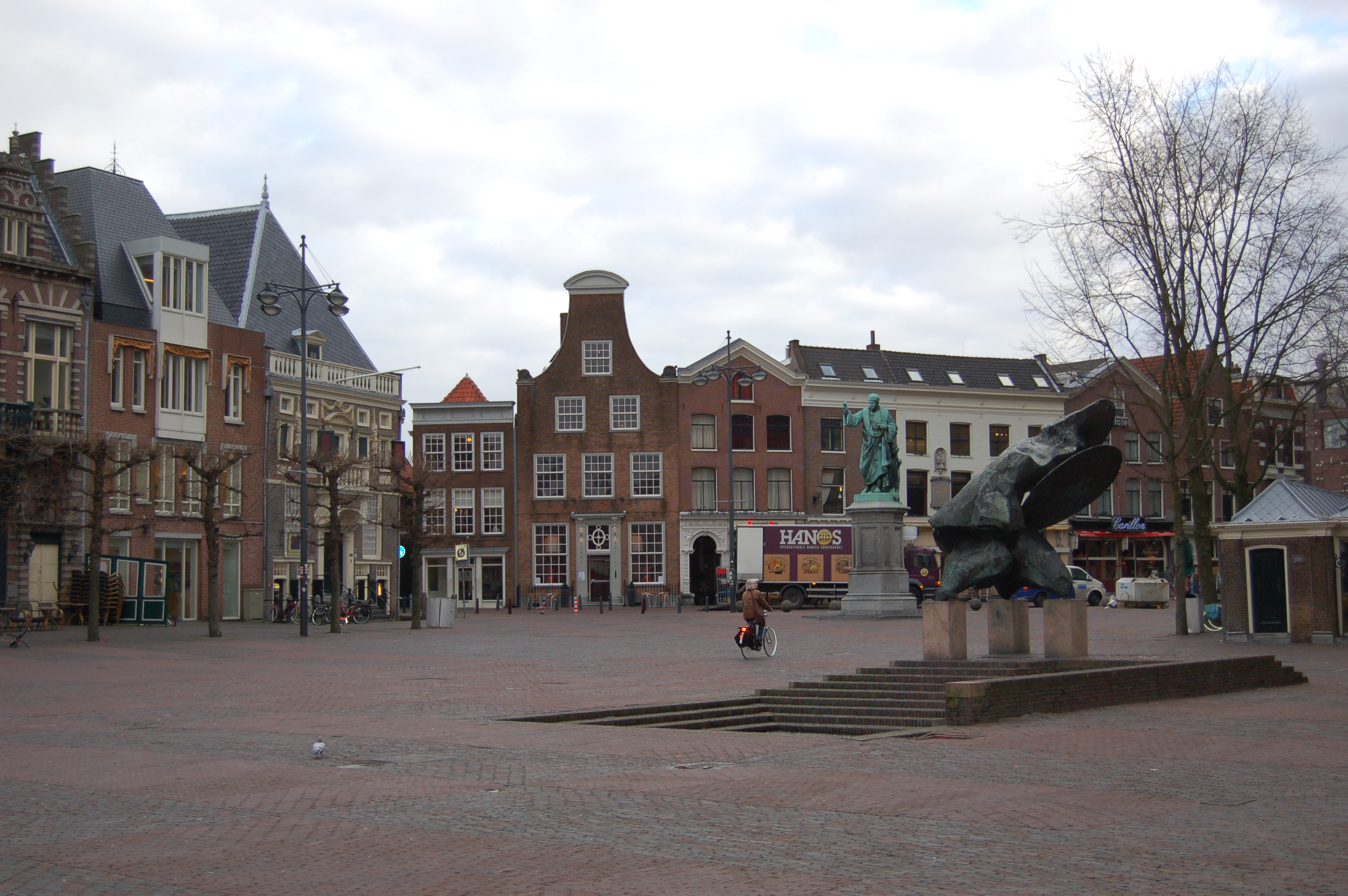
Гроте-Маркт з монументом першодрукарю Лауренсу Костеру та сучасною скульптурою «Чудовисько»
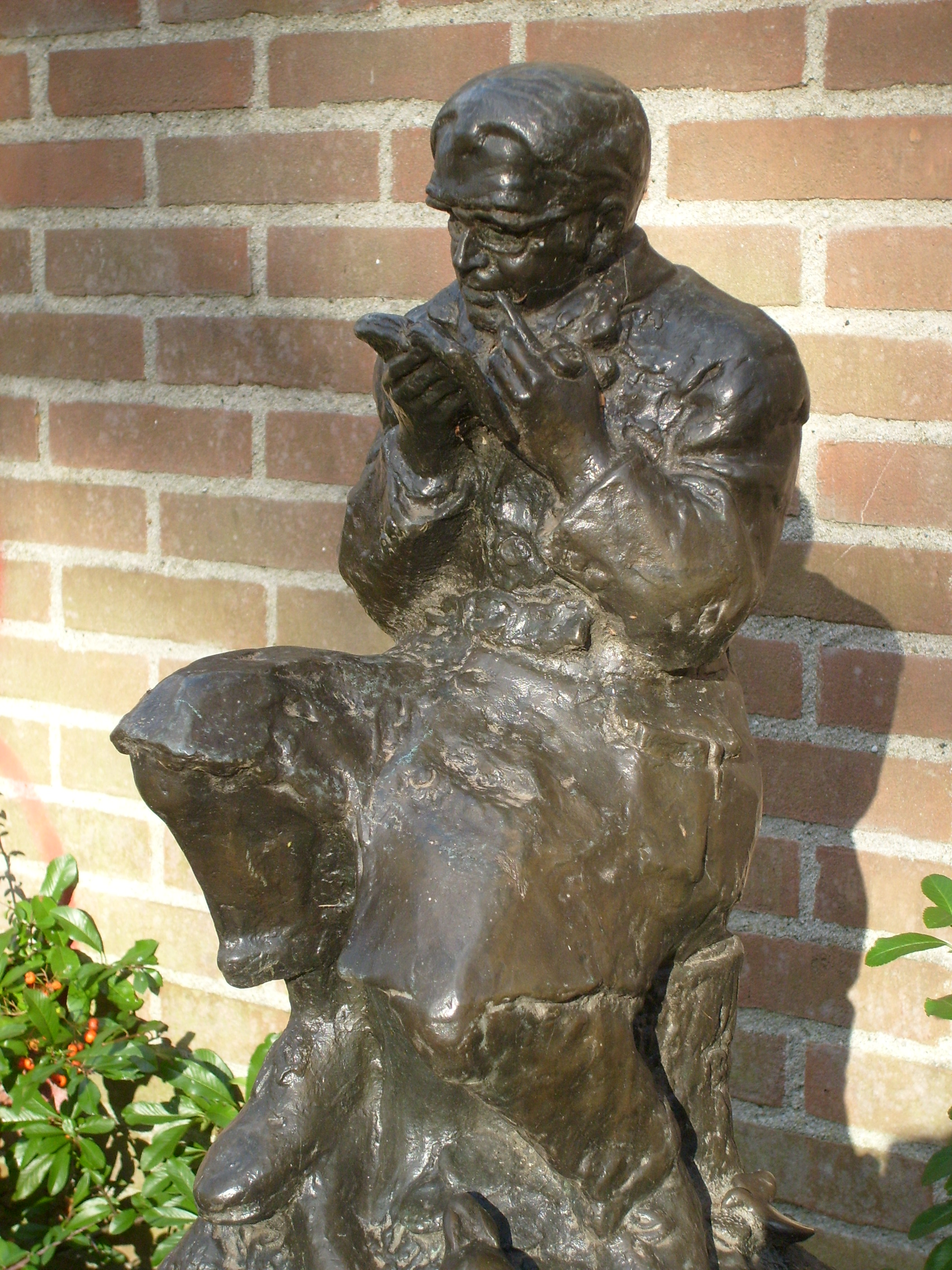
Письменник Годфрід Боманс (автор Вім Йонкер, 1982 р.)

## Музеї міста
- Музей Тейлора
- Музей Франса Галса
- М'ясний ринок (Гарлем) (Археологічний музей та галерея сучасного мистецтва Музею франса Галса)

## Персоналії, пов'язані з містом

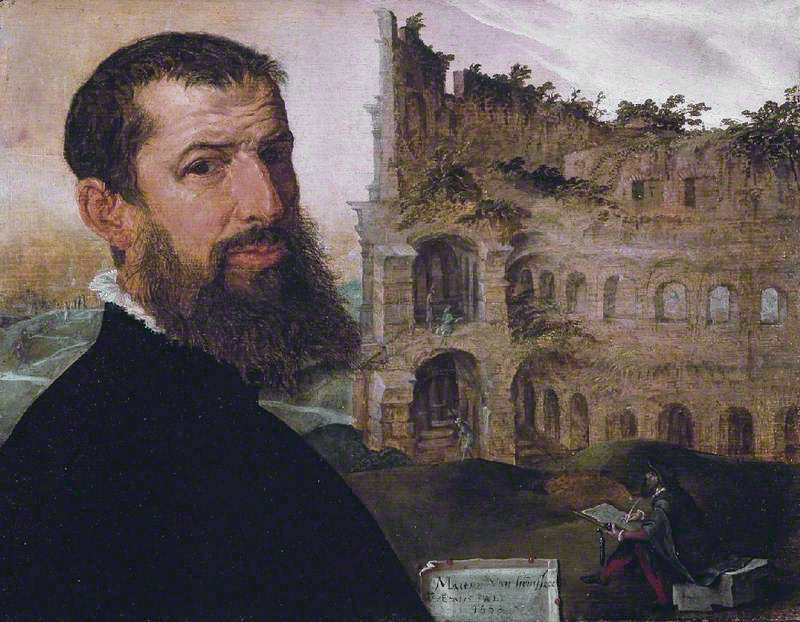
Мартен ван Гемскерк. Автопортрет. Кембридж, Велика Британія.

- Ґертґен тот Сінт Янс (бл. 1460 — бл. 1495) — художник доби Північного Відродження
- Дірк Баутс (бл. 1415-1475) — нідерландський художник
- Мартен ван Гемскерк (1498-1674) — нідерландський художник, представник стилю маньєризм.
- Дірк Волькертсен Корнгерт (1522-1590) — нідерландський поет, письменник, перекладач, науковець
- Карел ван Мандер (1548-1606) — поет, письменник й художник із Західної Фландрії, історіограф митців з країн Північної Європи
- Гендрік Гольциус (1558 — бл. 1617) — нідерландський художник, представник стилю маньєризм
- Лівен де Кей (1560-1627) — нідерландський архітектор
- Йоганнес Торрентіус (1589-1644) — нідерландський художник
- Пітер ван Лар (1595 ? — 1642) — нідерландський художник
- Корнеліс Корнеліссен (1562-1638) — нідерландський художник та архітектор
- Ян Гейґен ван Лінсхотен (1563–1611) — мандрівник, дослідник Індії, письменник
- Корнеліс Клас ван Вірінґен (бл. 1576-1633) — нідерландський живописець та гравер
- Франс Галс (1580/1585-1666) — нідерландський живописець, здебільшого портретист
- Геркулес Сегерс (або Герард Сегерс, бл. 1589 — бл. 1638) — нідерландський живописець та гравер
- Віллем Клас Геда (1593/1594 — 1680/1682) — нідерландський живописець, майстер натюрмортів
- Пітер Клас (1596/1597-1661) — нідерландський живописець, майстер натюрмортів
- Пітер Санредам (1597-1665) — нідерландський художник
- Саломон ван Рейсдал (бл. 1602-1670) — нідерландський художник-пейзажист
- Корнеліс Бельт (1602/1612 — після 1661) — нідерландський художник
- Адріан Брауер (1605-1638) — південнонідерландський (фламандський) художник, прихильник побутового жанру, мало розвиненого у Фландрії. Тимчасово працював у Гарлемі.
- Адріан ван Остаде (1610-1685) — нідерландський художник й гравер
- Філіпс Вауерман (1619-1668) — нідерландський художник
- Пітер Вауверман (1623-1682) — нідерландський художник
- Ян Вауверман (1629-1666) — нідерландський художник
- Ніколас Берхем (бл. 1620-1683) — голландський живописець, гравер
- Ісаак Масса (1586-1643) — голландський гравер, картограф, дипломат
- Хендрік Моммерс (бл. 1623-1693) — голландський живописець 17 ст., уродженець міста
- Ян Стен (1626-1679) — нідерландський живописец, працював в побутовому жанрі, іноді в портретному
- Якоб ван Рейсдал (1628/1629-1682) — нідерландський художник-пейзажист
- Пітер Мулір молодший (П'єтро Темпеста, 1637-1701) — художник-пейзажист, уродженець Гарлема.
- Гуго де Фриз (1848-1935) — нідерландський ботанік, науковець-генетик
- Герт Гофстеде (р.н. 1928) — нідерландський соціолог
- Нільс Веркоохен (р.н. 1997) — нідерландський актор

## Галерея

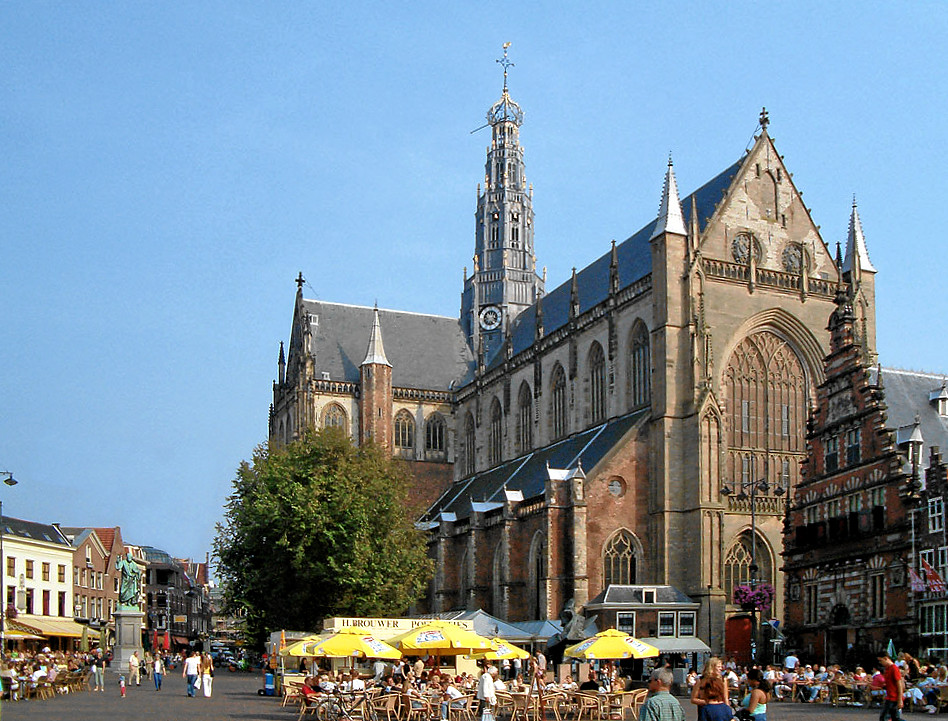
Протестантська церква святого Бавона (Гарлем)
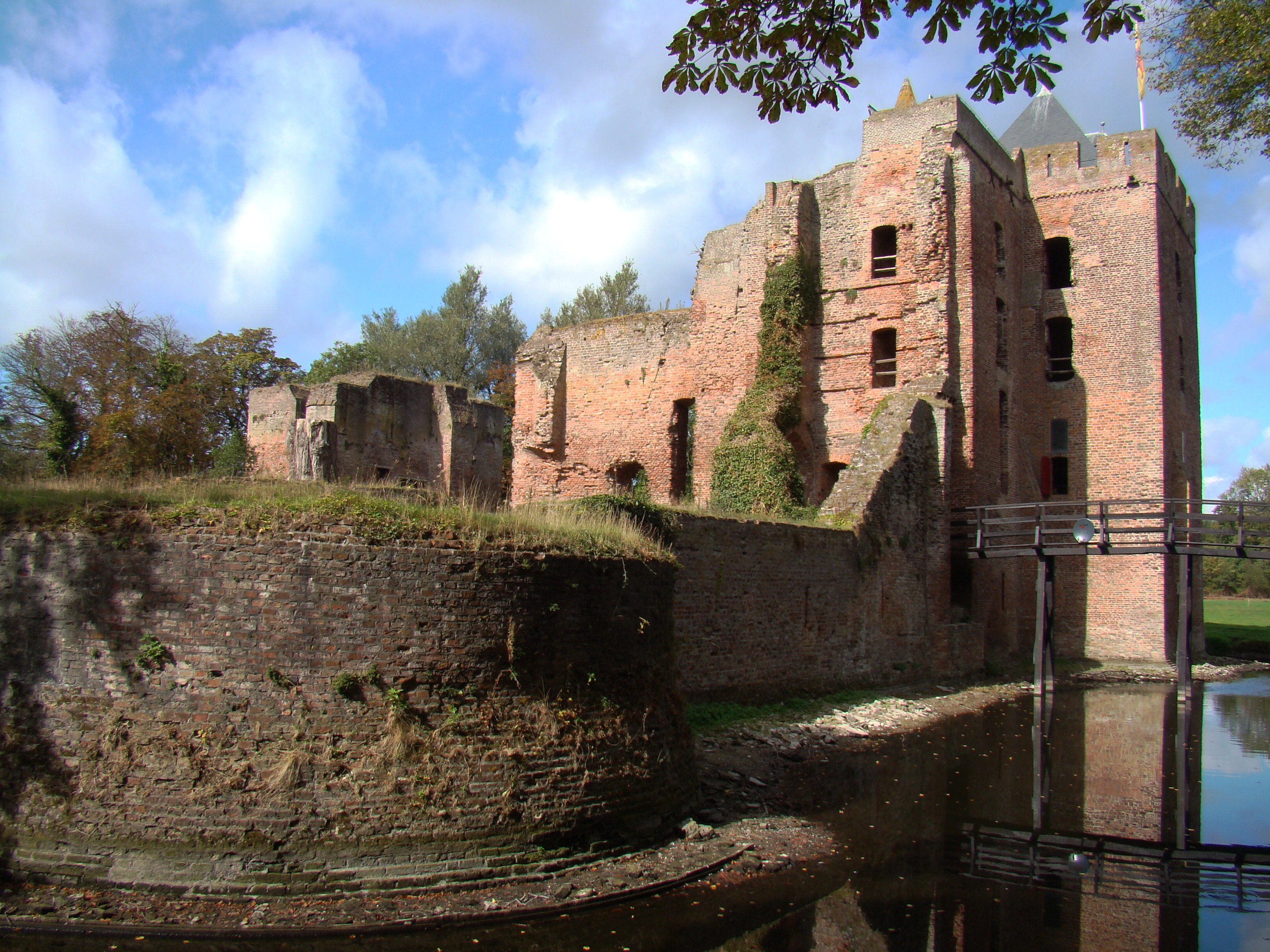
Залишки місцевого середньовічного замку Brederode
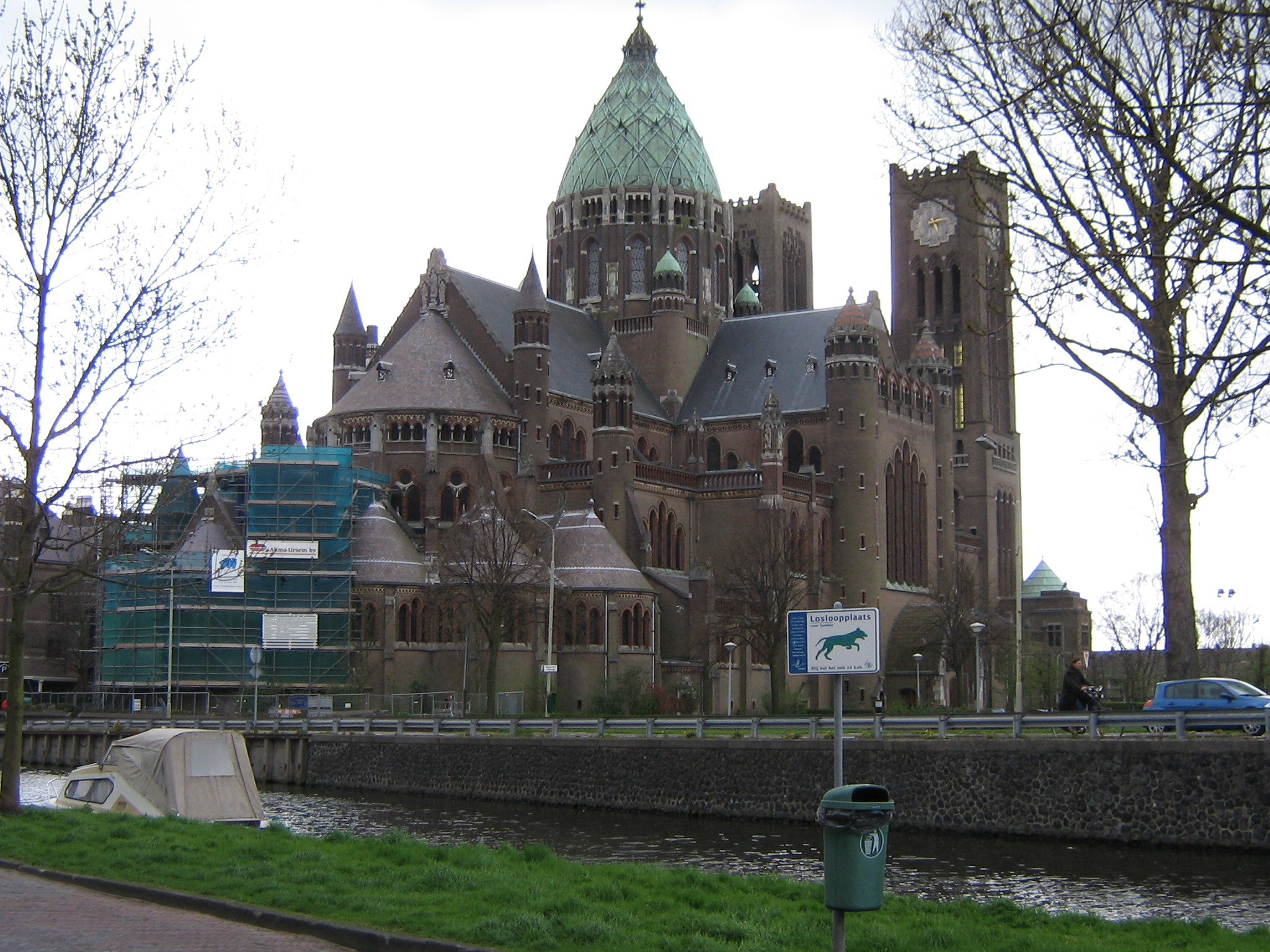
Катедральний собор Св. Бавона.
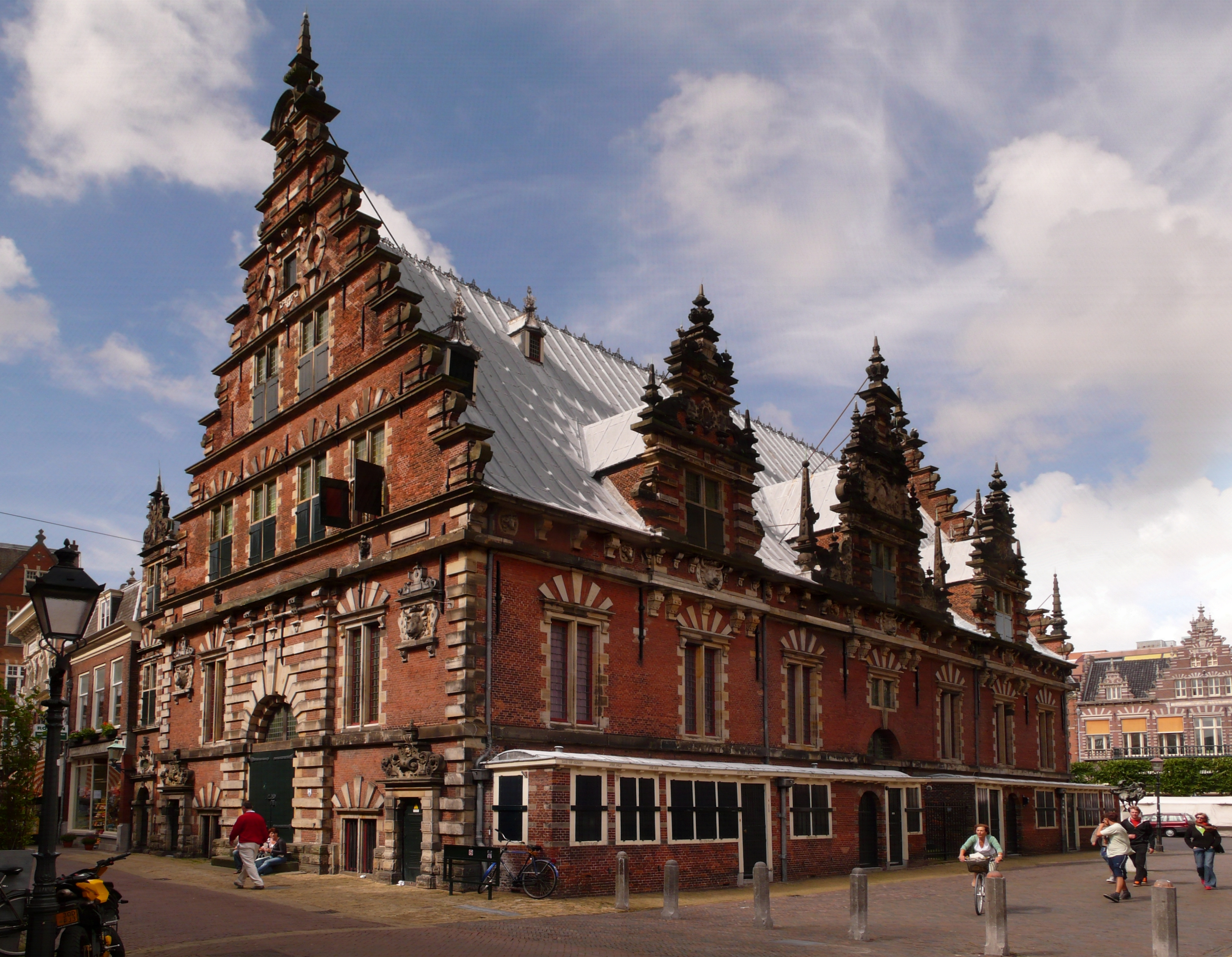
М'ясний ринок
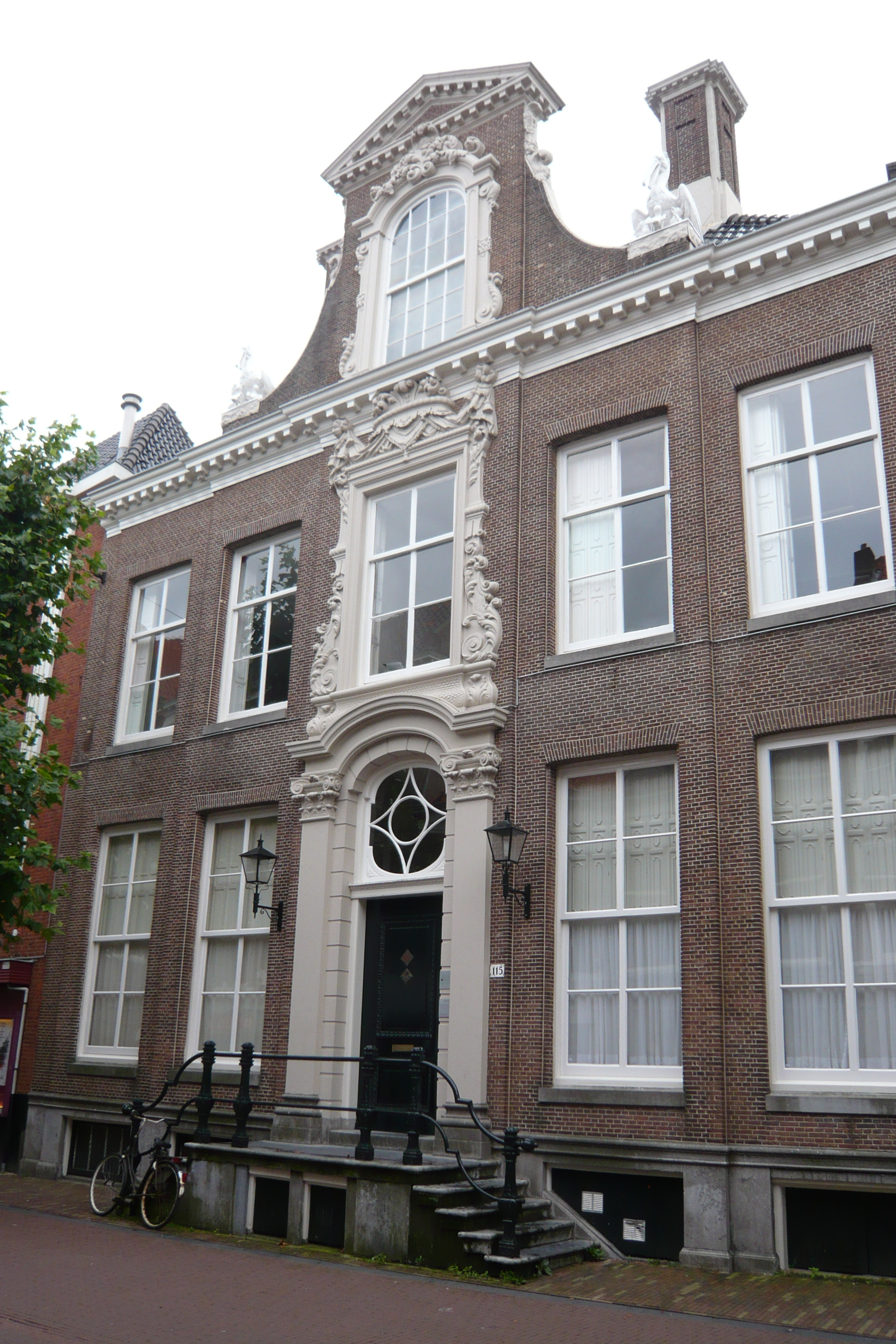
Колишній клуб, де діяли камери риторів Гарлема
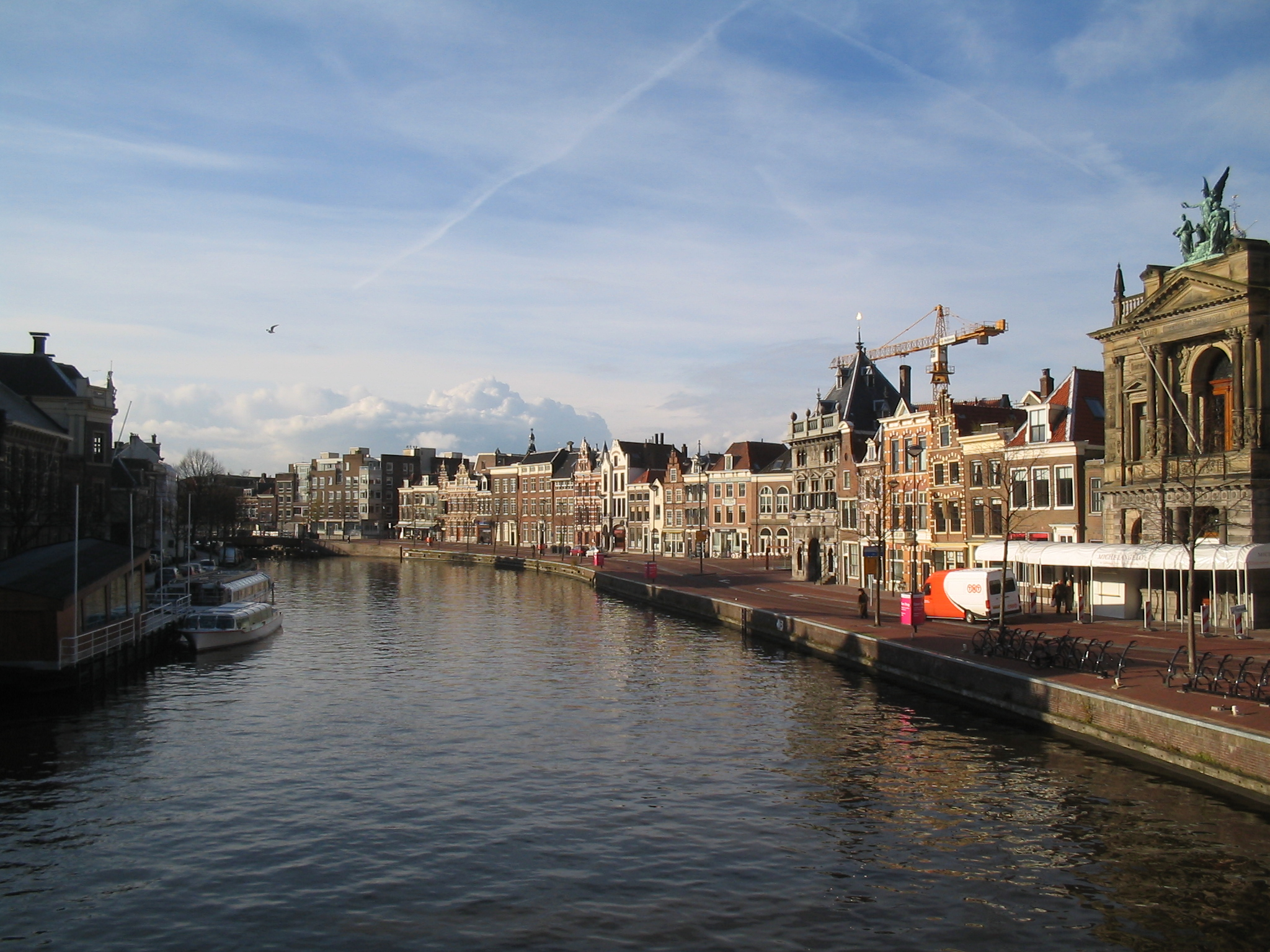
Річка Спарна в межах міста
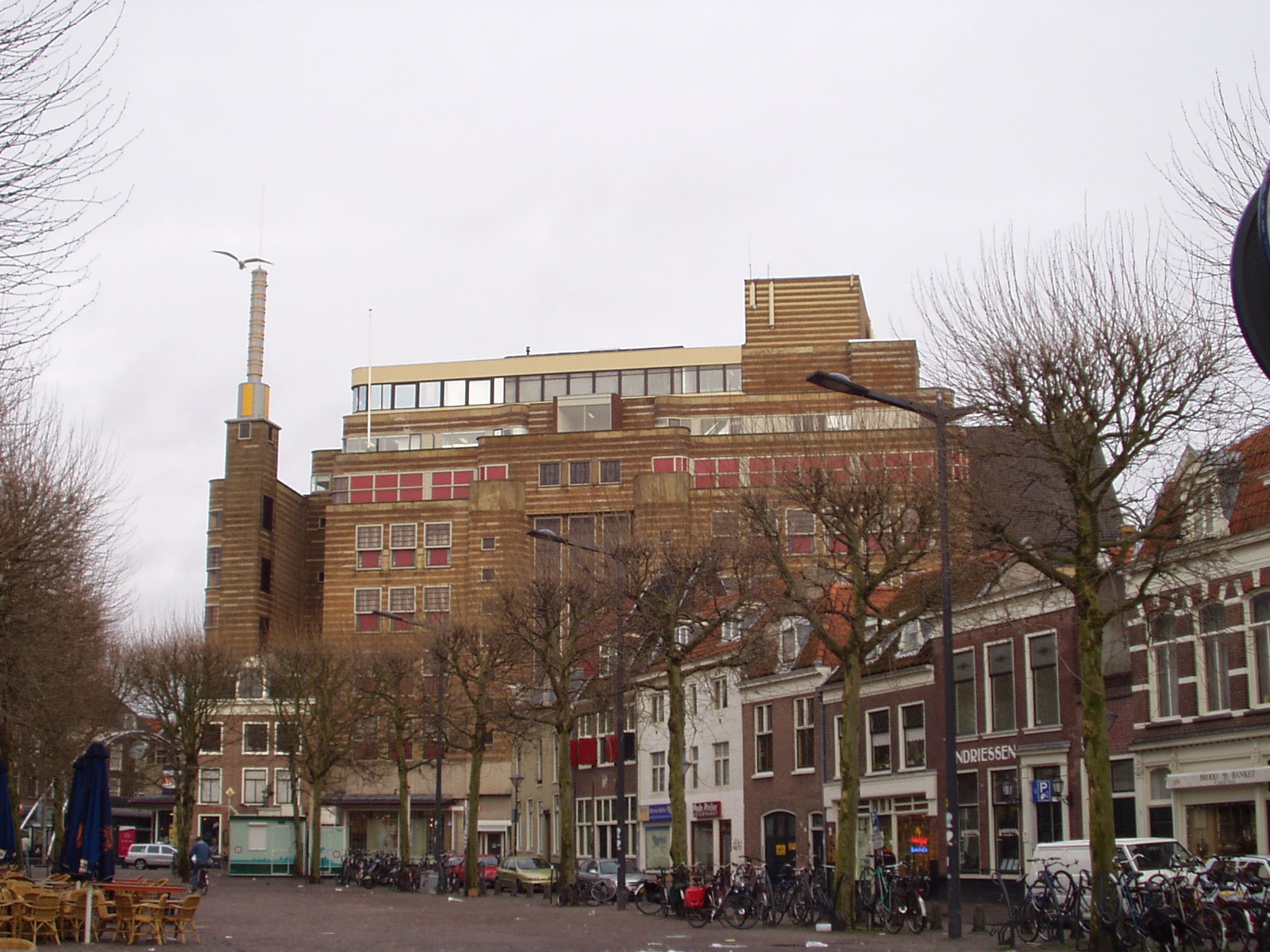
Пересічна забудова та ринок олії.
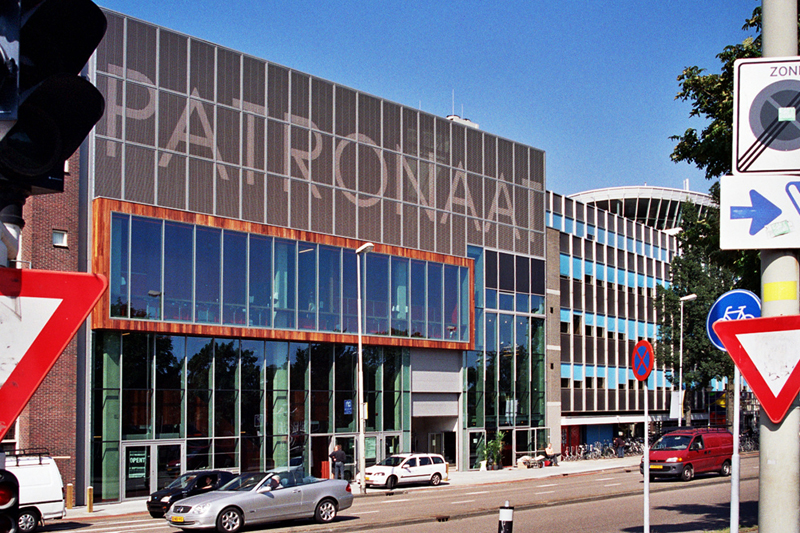
Музичний театр Новий Патронат
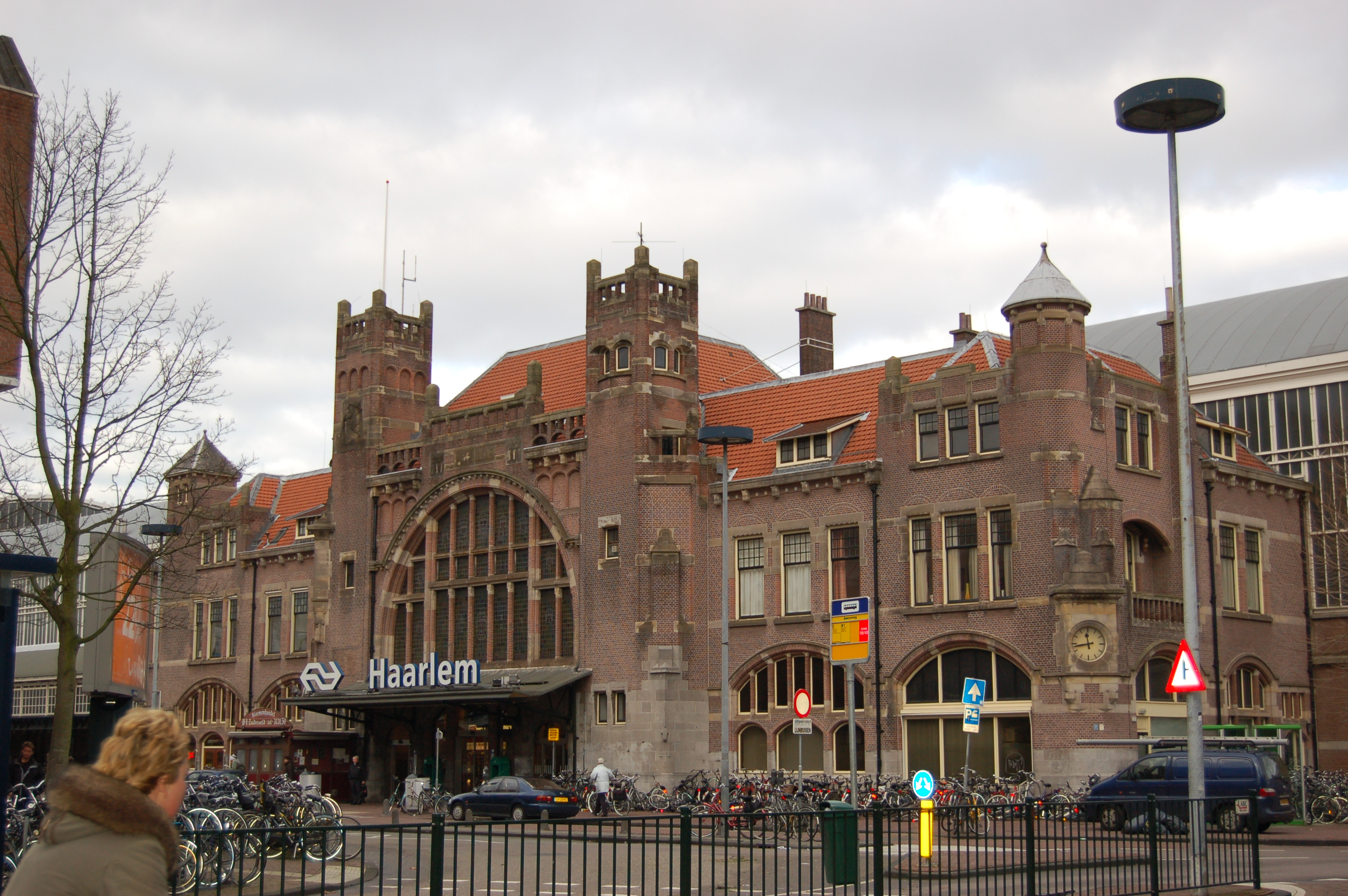
Залізничний вокзал